# Pietro Grifone
Pietro Grifone, detto Pico (Roma, 2 ottobre 1908 – Roma, 7 gennaio 1983), è stato un politico, antifascista e partigiano italiano comunista.
Sua moglie, Giovanna Marturano, è stata anch'essa una partigiana, nonché iscritta al PCI, ed impegnata in varie attività per l'emancipazione femminile.

## Biografia
Fu in corrispondenza, fin dalla fine degli anni venti con Giorgio Amendola, alla cui corrente nel PCI avrebbe fatto poi sempre riferimento. Fu arrestato una prima volta nel 1928, per attività antifascista tra gli studenti universitari di Roma. Entrato nel 1930 nell'organizzazione clandestina del partito comunista, vi svolse attività soprattutto tra i contadini. Appena laureato in legge, nel 1931, nonostante i suoi precedenti, riuscì a farsi assumere, - "d'accordo e per incarico del partito", con il còmpito di "perseverare a qualunque costo" - presso l'ufficio studi dell'associazione confindustriale dell'epoca, "in uno, cioè, dei centri nevralgici di quel sistema che, sulla scorta delle analisi di Lenin, chiamavamo del capitalismo monopolistico di stato. Come ricorda lui stesso, "Mi sembrò opportuno fin d'allora trarre profitto della singolare occasione che mi veniva offerta di potere io, militante comunista, seguire da vicino, quasi de visu, la quotidiana attività dei gruppi dirigenti del capitalismo, per approfondire l'analisi strutturale che del capitalismo italiano e dei suoi rapporti col fascismo andavano da tempo conducendo i compagni del mio partito".
Durò poco: fu nuovamente arrestato e incarcerato il 27 aprile 1933. Ma due anni furono sufficienti per raccogliere informazioni di prima mano sul periodo cruciale dell'"atto di nascita di quel sistema del capitalismo monopolistico di stato che, realizzatosi allora in una colossale operazione di salvataggio dei settori più colpiti del capitalismo privato, si trasformò in séguito in un processo permanente di integrazione sempre più organico tra capitalismo privato e capitalismo di stato". Erano, quelli, gli anni del grande crack della Banca Commerciale Italiana, della crisi di banche e industrie e del varo di IMI e IRI.
Grifone, come molti prigionieri politici, nel 1934 fu inviato al confino, prima a Ponza e poi a Ventotene, e ci rimase fino alla caduta del fascismo nel 1943. A Ponza, i comunisti confinati si applicarono con lui allo studio dell'imperialismo fascista. Successivamente, nel giugno 1940 a Ventotene, Grifone - sulla base dell'esperienza acquisita in quel paio d'anni di lavoro nel cuore del capitale monopolistico italiano - scrisse quel fondamentale testo per l'"università dei comunisti" deportati, poi pubblicato da Einaudi nel 1971 come «Il capitale finanziario in Italia».
Dopo l'8 settembre ha partecipato all'organizzazione della resistenza a Roma, nelle brigate Garibaldi e nel Comitato di Liberazione Nazionale (CLN) per l'Italia centrale. Dopo la liberazione, durante la quale partecipò a Roma alla direzione dello stesso CLN, fu capo di gabinetto di Togliatti durante il governo Bonomi (10 giugno 1944 - 10 febbraio 1945). Esperto di questioni agrarie, soprattutto per la questione meridionale, tutta la sua attività politica fu poi concentrata sulla questione agraria; è stato tra i promotori del movimento nazionale dei comitati per la terra. Ne è testimonianza la sua azione politica: dalla presenza nella commissione agraria centrale del PCI, 1945, col ministro dell'agricoltura Fausto Gullo, in rapporto al lavoro politico nei confronti delle organizzazioni della Federterra e dei Coltivatori diretti; dalla preparazione, poi, del bilancio dell'agricoltura per il parlamento, dove fu eletto deputato nel 1948 (e rieletto fino al 1963), alla partecipazione alla Costituente della terra e ai Comitati della terra, 1949; dalla nomina nella Commissione centrale della Cgil, fino al dibattito sui contratti agrari e alla polemica con la Federconsorzi di Paolo Bonomi.
Ma ne sono una conferma anche i numerosi articoli pubblicati nel 1946-47, il primo su l'Unità e tutti gli altri su Vie nuove [cfr., I nemici dei contadini, I mezzadri vogliono autonomia e dignità, Una lotta comune, I contadini vogliono restare uniti, "Terra ai contadini, pane al popolo", Cooperative per la rinascita agraria, Il doppio gioco dell'on. Paolo Bonomi (1946); I contadini non vogliono promesse, I contadini sana forza nazionale, I contadini non sono tranquilli, Il programma della Confida, Contadini contro il governo degli operai, Due milioni di braccianti agricoli sul fronte di lotta nella valle Padana, Nella valle del Po i braccianti pagheranno l'ostinatezza degli agrari, Il Mezzogiorno è già sulla strada della riforma agraria (1947).

## Pensiero politico
Nella sua attività politica, Grifone ha fatto parte del comitato centrale del PCI dal VII congresso (3-8 aprile 1951) e della commissione centrale di controllo all'VIII congresso (8-14 dicembre 1956). Sennonché da allora, a parte la dedizione militante nel proseguire l'attività politica, praticamente nulla è stata la sua produzione teorica: e, nonostante la grande rilevanza politica delle lotte contadine nell'immediato dopoguerra, prima della loro sconfitta, è da considerare con molto rammarico l'abbandono delle tematiche relative al grande capitale monopolistico finanziario, sulle quali così importanti, fino al periodo fascista, furono i suoi contributi scientifici e politici: forse, prima dell'83, molte cose nuove avrebbe potuto ancora dire Grifone sull'enorme sviluppo delle forme recenti dell'imperialismo, proseguendo la linea di ricerca iniziata negli anni trenta.
E in effetti qui risalta una contraddizione di grande momento tra teoria e politica; e a proposito di quest'ultima - da opposte posizioni di "corrente" - spicca il feroce (ma non ingiustificato) sarcasmo di Emilio Sereni, che definisce ispirato "in Cristo" l'appoggio dato da Grifone alla riforma agraria del governo clericofascista di Adone Zoli, alla fine degli anni 1950.
Tuttavia - a differenza di quanto avvenne, nove anni prima, per Giulio Pietranera, considerato eterodosso anche politicamente - Grifone, alla sua morte, è stato ricordato sulla stampa del PCI (cfr. l'Unità del giorno seguente), e l'articolo commemorativo di Antonio Cantero su Rinascita del 14 gennaio, come "esemplare figura di comunista, dalla lotta antifascista al confino di Ventotene, all'appassionata organizzazione della battaglia per il riscatto del Mezzogiorno".